# Jan Andrzej Morsztyn

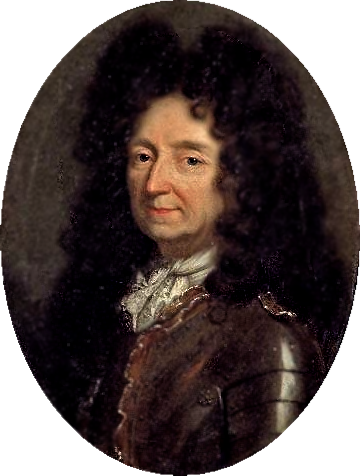
Jan Andrzej Morsztyn

Jan Andrzej Morsztyn (* 24. Juli 1621 in Wiśnicz; † 8. Januar 1693 in Paris) war ein polnischer Dichter, Angehöriger des Landadels und Politiker Polen-Litauens.
Er war Starost von Zawichost, Tymbark und Kowal und anderer Örtlichkeiten. Von 1647 bis 1658 war er Brotmeister von Sandomierz, ab 1656 königlicher Sekretär, von 1658 bis 1668 Referendar der Krone und Vizeschatzmeister ab 1668. Über seine Karriere am polnischen Hof hinaus ist er vor allem als Dichter des Barock und einer der bedeutendsten Repräsentanten des Manierismus in der polnischen Literatur bekannt.

## Leben
Morsztyn wurde in der Nähe von Krakau in eine wohlhabende calvinistische Adelsfamilie (Wappengemeinschaft Leliwa) geboren. Er studierte an der Universität von Leiden und bereiste zusammen mit seinem Bruder Italien und Frankreich. Nach seiner Rückkehr nach Polen begab er sich in den Dienst der Magnatenfamilie Lubomirski und wurde durch diese auch bei Hofe vorgestellt. Abgeordneter in Sejms war er in den Jahren 1648, 1650, 1653, 1658 und 1659 und war in zahlreichen Kommissionen dieser Sejms – etwa in den Bereichen Finanzen, Recht und Auswärtiges – tätig. Morsztyn nahm an diplomatischen Missionen nach Ungarn (1653), Schweden (1655) und Österreich (1656) teil.
Zum königlichen Sekretär wurde er 1656 und bereits zwei Jahre später zum Referendar der Krone ernannt. 1660 war er an einem Antrag zur Reform des Sejms beteiligt. Schließlich, im Jahre 1668, übernahm er das Amt des Vizeschatzmeisters. In diesen Jahren betätigte er sich bei weiteren diplomatischen Missionen und war auch an den Verhandlungen zum Vertrag von Oliva beteiligt.
Er bekämpfte die „Schwedische Sintflut“ und den Chmelnyzkyj-Aufstand und erwarb im Laufe seines Lebens beträchtlichen Wohlstand. Politisch repräsentierte er die pro-französische Fraktion, unterstützte den französischen Thronkandidaten François Louis de Bourbon, prince de Conti bei der Wahl von 1668 und war auch im Übrigen ein Unterstützer französischer Politik in Polen. Dies wurde auch zum Ausdruck gebracht, indem er die französische Staatsbürgerschaft erhielt und Pensionen aus Frankreich bezog.

Das Adelswappen Morsztyns Wappengemeinschaft Leliwa

Als sich König Johann III. Sobieski von Frankreich distanzierte und mit Österreich verbündete, wurde Morsztyn des Hochverrats angeklagt, so dass er 1683 nach Frankreich emigrierte, den Titel eines Comte de Châteauvillain annahm und seine letzten Lebensjahre als Sekretär des französischen Königs verbrachte. Der Sejm von 1686 enthob ihn aller Ämter und Titel und verbannte ihn aus dem Land.

## Familie
1659 heiratete er die Schottin Catherine Gordon de Huntly (1635–1691), die jüngste Tochter von George Gordon, 2. Marquess of Huntly, und dessen Frau Lady Anne Campbell. Sie zog zusammen mit ihrem Bruder, dem Oberst Lord Henry Gordon de Huntly, nach Polen, der dort für einige Jahre dem König diente. Später kehrte er nach Schottland zurück, wo er in Strathbogie verstarb.
Catherine (Katarzyna) war Hofdame am Hofe der Königin, Luisa Maria Gonzaga. Sie hatten einen Sohn und drei Töchter. Sämtliche ihrer Kinder – bis auf eine Tochter, die Nonne wurde – heirateten Angehörige des europäischen Hochadels. Der Urenkel des Paares, Stanisław August Poniatowski, wurde später der letzte König Polens.